# Llista de municipis del districte d'Ilava
Llista de tots els municipis del districte d'Ilava de la regió de Trenčín.
Informació actualitzada per un bot. Els canvis manuals es perdran quan s'actualitzi!
| Escut | Municipi           | Població | Superfície km² | Densitat | Altitud | Codi postal             | Codi territorial | Dades a Wikidata              |
| ----- | ------------------ | -------- | -------------- | -------- | ------- | ----------------------- | ---------------- | ----------------------------- |
|       | Bohunice           | 785      | 7              | 111,57   | 241     | 018 52 (pošta Pruské)   | SK0222582301     | Modifica les dades a Wikidata |
|       | Bolešov            | 1.584    | 15             | 105,95   | 230     | 018 53                  | SK0222512885     | Modifica les dades a Wikidata |
|       | Borčice            | 752      | 4,1            | 182,6    | 228     | 018 53 (pošta Bolešov)  | SK0222557391     | Modifica les dades a Wikidata |
|       | Dubnica nad Váhom  | 21.732   | 49,1           | 442,26   | 242     | 018 41                  | SK0222513016     | Modifica les dades a Wikidata |
|       | Dulov              | 888      | 5,5            | 160,43   | 250     | 018 52 (pošta Pruské)   | SK0222513024     | Modifica les dades a Wikidata |
|       | Horná Poruba       | 1.104    | 13,7           | 80,64    | 410     | 018 35                  | SK0222513091     | Modifica les dades a Wikidata |
|       | Ilava              | 5.522    | 24,3           | 227,22   | 255     | 019 01                  | SK0222513156     | Modifica les dades a Wikidata |
|       | Kameničany         | 550      | 5,1            | 108,22   | 237     | 018 54 (pošta Slavnica) | SK0222557404     | Modifica les dades a Wikidata |
|       | Košeca             | 2.826    | 18,9           | 149,18   | 253     | 018 64                  | SK0222513253     | Modifica les dades a Wikidata |
|       | Košecké Podhradie  | 1.053    | 36,9           | 28,53    | 330     | 018 31                  | SK0222513351     | Modifica les dades a Wikidata |
|       | Krivoklát          | 218      | 10,7           | 20,44    | 322     | 018 52 (pošta Pruské)   | SK0222557617     | Modifica les dades a Wikidata |
|       | Ladce              | 2.462    | 15,7           | 156,94   | 248     | 018 63                  | SK0222513296     | Modifica les dades a Wikidata |
|       | Mikušovce          | 1.044    | 8,5            | 122,83   | 308     | 018 57                  | SK0222513385     | Modifica les dades a Wikidata |
|       | Nová Dubnica       | 10.272   | 11,3           | 912,81   | 258     | 018 51                  | SK0222513440     | Modifica les dades a Wikidata |
|       | Pruské             | 2.290    | 12,9           | 177,16   | 242     | 018 52                  | SK0222513598     | Modifica les dades a Wikidata |
|       | Sedmerovec         | 419      | 6              | 69,77    | 244     | 018 54 (pošta Slavnica) | SK0222557412     | Modifica les dades a Wikidata |
|       | Slavnica           | 864      | 7,8            | 110,63   | 295     | 018 54                  | SK0222557421     | Modifica les dades a Wikidata |
|       | Tuchyňa            | 866      | 5,5            | 156,2    | 275     | 018 55                  | SK0222513725     | Modifica les dades a Wikidata |
|       | Vršatské Podhradie | 217      | 13,4           | 16,16    | 650     | 018 52 (pošta Pruské)   | SK0222557625     | Modifica les dades a Wikidata |
|       | Zliechov           | 560      | 54,4           | 10,3     | 562     | 018 32                  | SK0222513865     | Modifica les dades a Wikidata |
|       | Červený Kameň      | 639      | 32,6           | 19,61    | 361     | 018 56                  | SK0222512931     | Modifica les dades a Wikidata |